# Główna Rada Emigracyjna
Główna Rada Emigracyjna – ukraińska emigracyjna organizacja, koordynująca działalność innych ukraińskich organizacji społeczno-kulturalnych działających na emigracji w Europie i Azji w latach 30' XX wieku.
Powstała w Pradze w 1929 roku, posiadała też ośrodek w Paryżu. Pierwszym przewodniczącym Rady był Ołeksandr Łotockyj, następnym Ołeksandr Szulhyn, sekretarzem Iłarion Kosenko.
Rada podlegała rządowi emigracyjnemu Ukraińskiej Republiki Ludowej.